# Minerul Paroșeni
Minerul Paroșeni a fost o echipă de fotbal din Jiu-Paroșeni, Hunedoara, România.

## Istoric
După trei ani de construcție și explorare, Mina Paroșeni a început producția de cărbune în octombrie 1966. Până în 1970, mina producea cantități semnificative de cărbune. În această perioadă, minerii din Jiu-Paroșeni, o localitate componentă a orașului Vulcan, pasionați de sport, au dorit să își creeze o identitate sportivă proprie, similară altor comunități miniere din Valea Jiului. La acel moment, două echipe din Vulcan activau în fotbalul județean: Minerul Vulcan și Energia Paroșeni, ambele asociate cu Mina Vulcan și Termocentrala Paroșeni.
Clubul a fost înființat în 1970 sub denumirea de Minerul Paroșeni și a concurat inițial în Campionatul Municipal Petroșani, parte a celui de-al cincilea eșalon al fotbalului românesc, organizat la nivelul județului Hunedoara. În primii ani, clubul a evoluat la un nivel semi-amator, fiind condus de personalități precum Grigore Popescu (președinte), Viorel Moțoc (președinte al secției de fotbal între 1970 și 1986) și antrenorul Ioan Csucsi. Jucătorii proveneau în mare parte din sectorul local minier, iar meciurile se desfășurau pe terenul Termocentralei Paroșeni.
După mai multe sezoane, echipa a încheiat pe locul 3 în Campionatul Municipal Petroșani din 1972–73 și a obținut locul 1 în sezonul 1976–77, cu Ștefan Frunză golgheter, reușind promovarea în Campionatul Județean Hunedoara, al patrulea eșalon al fotbalului românesc. Printre jucătorii de atunci, se remarcă numele lui I. Bălan (portar), Iovu, Ivan, Ursa și Gheța.
Minerul Paroșeni a evoluat timp de trei sezoane consecutive în al patrulea eșalon, terminând pe locul 10 în sezonul 1977–78, urcând pe locul 2 în 1978–79—la doar două puncte de Explorări Deva—și reușind, în cele din urmă, să ocupe locul 1 în sezonul 1979–80, sub conducerea antrenorului Tiberiu Benea. Echipa a promovat în Divizia C după o victorie cu 2–0 la general în barajul de promovare împotriva campioanei județului Gorj, Constructorul Târgu Jiu. Lotul care a realizat promovarea i-a inclus, printre alții, pe Crecan, Stanci, Gânga, Urițescu, M. Florea, I. Popescu, Lascu, G. Iordache, B. Popescu, Leleșan și Gâtan.

## Clasările Minerului
În Divizia C, Minerul a avut următoarea evoluție:
- 1980-81 locul 9
- 1981-82 locul 6
- 1982-83 locul 9
- 1983-84 locul 4
- 1984-85 locul 2
- 1985-86 locul 1 și astfel promovează în Divizia B ,cu următoarea echipă: Crecan (V.Bârsan)- Dodenciu, Leleșan, Lixandru (Hădărean), C.Ispir (Adr.Rusu) - Lăzăroiu, G.Bârsan, M.Cristea-Baltaru (Gâtan), Matula, Henzel (Neiconi)- Antrenor:Tiberiu "Puiu" Benea

În Divizia B echipă a cărei denumire se va schimba în A.S.Paroșeni Vulcan va rezista timp de trei sezoane:
- 1986-87 locul 6
- 1987-88 locul 7
- 1988-89 locul 16

După retrogradare Minerul a jucat în Divizia C:
- 1989-90 locul 5
- 1990-91 locul 6
- 1991-92 locul 4
- 1992-93 locul 14
- 1993-94 locul 9
- 1994-95 locul 13
- 1995-96 locul 8
- 1996-97 locul 19
- OPRITA,DODENCIU,VESA,MICLAUS,HANCIUC,CIOARA, BOLDIS S. ROMEGHEA,BALAN,TOTH,ISPIR,BUZDUGA,TRAISTARU,CRETU,MARTA.

Urmează retrogradarea în Divizia D și fuziunea cu Minerul Vulcan care practic duce la dispariția echipei..